# Iwan Roberts
Iwan Wyn Roberts (né le 26 juin 1968 à Bangor au Pays de Galles) est un footballeur international gallois qui évoluait au poste d'attaquant, avant de devenir ensuite entraîneur.
Il est aujourd'hui commentateur sportif.

## Biographie

### Carrière de joueur

#### Carrière en club
Iwan Roberts joue principalement en faveur des clubs de Watford, Huddersfield Town, Leicester City, et Norwich City.
Il dispute un total de 658 matchs dans les championnats anglais, inscrivant 211 buts. Il marque 24 buts en troisième division lors de la saison 1991-1992, ce qui constitue sa meilleure performance.
En première division, il joue 44 matchs, pour 11 buts.

#### Carrière en sélection
Iwan Roberts reçoit 15 sélections en équipe du pays de Galles entre 1989 et 2001, sans inscrire de but.
Il joue son premier match en équipe nationale le 11 octobre 1989, contre les Pays-Bas, dans le cadre des éliminatoires du mondial 1990 (défaite 1-2 à Wrexham). Il reçoit sa dernière sélection le 6 octobre 2001, contre la Biélorussie, dans le cadre des éliminatoires du mondial 2002 (victoire 1-0 à Cardiff).

## Palmarès
| Huddersfield Town - Championnat d'Angleterre D3 : - Meilleur buteur : 1991-92 (24 buts). |  | Norwich City - Championnat d'Angleterre D2 (1) : - Champion : 2003-04. |